# Un meurtre que tout le monde commet

Un meurtre que tout le monde commet est un roman de Heimito von Doderer publié en 1938. Il raconte la vie de l'ingénieur textile Conrad Castiletz.

## Résumé
Les premières lignes du roman sonnent comme une sorte d’annonce implacable : « L’enfance, c’est comme un seau qu’on vous renverse sur la tête. Ce n’est qu’après que l’on découvre ce qu’il y avait dedans. Mais pendant toute une vie, ça vous dégouline dessus, quels que soient les vêtements ou même les costumes que l’on puisse mettre. »

### Jeunesse
Conrad Castiletz (« Kokosch ») passe son enfance dans la banlieue industrielle d’une grande ville d’Autriche. Son père, prospère négociant en textiles déjà assez âgé, terrorise sa femme beaucoup plus jeune et son fils par des colères violentes et totalement imprévisibles. L’enfant ne manque de rien, fréquente une bonne école où il n’est toutefois qu’un élève médiocre. Pendant son temps libre il joue avec des enfants du quartier issus de couches populaires, qui l’admettent parmi eux mais lui restent étrangers. Avec eux, il attrape des bestioles dans un étang voisin et se prend d’intérêt pour les tritons, il en ramène chez lui et les élève dans un aquarium. Mais un jour, la bande attrape une couleuvre et la malmène, il participe au jeu et c’est finalement lui qui tue la bête en la fracassant contre une pierre. S’ensuivent une forte fièvre, des sentiments confus qu’il ne comprend pas, et la décision de remettre les tritons en liberté ; et surtout, semble-t-il, celle de ne plus se passionner pour quoi que ce soit (ce qu’il exprime quelque temps plus tard alors que, s’intéressant à la chimie, il prend néanmoins ses distances en se disant à lui-même à ce propos : « Il ne faut pas que ça devienne des tritons »).
La médiocrité est marquante dans la vie de Conrad, qui n'est ni particulièrement intelligent ni particulièrement travailleur. Il n'offense jamais les autres, mais il s'en sort bien à l'école, de même plus tard dans sa carrière d'ingénieur textile.
À l'âge de quinze ans, il est envoyé en visite chez sa tante. Pour Conrad, ce voyage, dans la nuit du 24 au 25 juillet 1921, fut très excitant. Il le réalise en train de nuit dans un compartiement qu'il partage avec un groupe de jeunes gens joyeux et buveurs. Il constate néanmoins, bien qu'il soit mis à l'écart de leur groupe et qu'il apprécie cela, qu'il n'apprécie pas vraiment leur comportement décontracté. Un autre passager a l'idée de faire une farce à la dame assise seule dans le compartiment voisin. Un étudiant en médecine sort un crâne de sa valise et, en le tenant devant la fenêtre de son compartiment avec une canne, il devait lui faire peur. Conrad est content de pouvoir tenir le bâton. Le silence règne dans le compartiment voisin, mais Conrad croit entendre un cri, et les jeunes gens passent à d'autres amusements.
La vie de Conrad continue son cours normal, il vieillit, tombe amoureux d'une fille, une couturière nommée Ida. Un ami plus âgé, engagé par ses parents pour l'aider dans ses études, lui dit que cette fille ne lui convient pas et qu'il devrait mettre fin à la relation, ce qu'il fait immédiatement. Quelque temps plus tard, il apprend la mort d'Ida.

### Âge adulte et mort
Après avoir terminé sa formation, son père l'envoit chez des amis dans le Wurtemberg afin qu'il puisse y avoir une expérience professionnelle. Il est chaleureusement accueilli par la riche famille Veik, dans l'usine textile de laquelle il est placé, et c'est là qu'il commence sa carrière, qui le prépare aux tâches de gestion. Durant cette période, Conrad rencontre également la nièce du propriétaire de l’usine, Marianne Veik ; le jeune homme prometteur épouse ce bon parti .
Lorsqu'un jour il voit la photo d'une fille dans la bibliothèque de son beau-père, il est immédiatement captivé. Il apprend que c'est la sœur de sa femme, Louison Veik, qui a été assassinée lors d'un voyage en train, une affaire que les autorités ont depuis classée comme non résolue. Conrad élabore un plan pour résoudre le mystère lui-même, une entreprise qu'il poursuit avec un zèle croissant et dans laquelle il apprend tout d'abord qu'il était dans le même train que la femme assassinée lors de son premier voyage. Sa femme, qui avait toujours été jalouse de sa sœur, se sent rebutée par son intérêt pour la défunte et se détourne de lui pour d'autres centres d'intérêts, notamment le sport. Elle passe ainsi des semaines à voyager en compagnie d'athlètes. Conrad est interrogé à plusieurs reprises sur cette situation par ses contacts, mais ne montre aucune réaction et laisse cette affaire suivre son cours.
Finalement, Conrad résout le meurtre de sa belle-sœur grâce à une rencontre fortuite. Lors d'un voyage d'affaires à Berlin, il est abordé par un certain M. Botulitzky, l'homme qui se trouvait dans le compartiment en tant qu'étudiant en médecine et qui a fourni le crâne : la conversation avec lui révèle quelque chose de terrible à Conrad : c'est lui-même qui est responsable de la mort de la sœur de sa femme. Lors de ce voyage en train de jeunesse, sa future belle-sœur, Louison Veik, était assise dans le compartiment voisin. Elle a été tellement effrayée par la farce qu’elle en a perdu connaissance. Elle se tenait debout devant la fenêtre ouverte de son compartiment de train, elle est donc tombée à moitié par la fenêtre et s'est cognée la tête contre le bord d'un mur de tunnel. Elle a été tuée par le coup qui a projeté son corps dans le compartiment du train, ce qui a conduit plus tard les enquêteurs à croire qu'elle avait été victime d'un vol dans le train.
Lorsque Conrad rentre chez lui après son enquête, il se rend compte que sa femme le trompe. Il passe donc la nuit chez un ami. Un habitant de la maison tente de se suicider en utilisant du gaz cette nuit-là, mais celui-ci s'enflamme dans une explosion, tuant Conrad.

## Genre
En apparence, le livre est un roman policier avec une histoire de fond assez longue.
Mais à un autre niveau, le texte porte sur le développement de Conrad et de son attitude face à la vie. Conformiste et opportuniste, il fait toujours ce qu'on attend de lui et ce qui est propice à sa carrière, il ne développe aucun caractère ni intériorité. Sa préoccupation pour l’affaire du meurtre symbolise dès lors sa quête d’identité . La révélation montre cependant qu’il a lui-même posé les bases de son malheur.

## Traduction
- Un meurtre que tout le monde commet, trad. Pierre Deshusses, Paris, Rivages, coll. « Littérature étrangère », 1986  (ISBN 2-903059-92-6) ; réédition, Paris, Rivages, coll. « Bibliothèque étrangère Rivages » no 14, 1990  (ISBN 2-86930-305-X)

## Adaptations télévisées
Le réalisateur Claus Peter Witt a adapté le roman pour la télévision en 1979. La distribution comprenait Joachim Dietmar Mues (Conrad Castiletz), Claudia Butenuth (Marianne Castiletz née Veik), Erich Schellow, Herbert Steinmetz, Benno Sterzenbach, Henning Schlüter, Dieter Prochnow, EO Fuhrmann, Monica Bleibtreu.